# Дональд Чарльз Маккіннон
Дональд Чарльз «Дон» Маккіннон (27 лютого 1939, Лондон) — новозеландський політик, віце-прем'єр-міністр у 1990—1996 роках та міністр закордонних справ Нової Зеландії у 1990—1999 роках. З 2000 по 2008 рік був генеральним секретарем Співдружності Націй. Член Національної партії Нової Зеландії.

## Життєпис
Народився 27 лютого 1939 року в Лондоні. Він походить із впливової новозеландської родини, його батько колись був начальником генерального штабу армії, а його молодший брат зараз міністр оборони. Закінчив сільськогосподарські студії, потім працював керівником господарства, а згодом консультантом у цій галузі. У 1974 році він став агентом з нерухомості, волонтерським вихователем. У 1969 та 1972 рр. безуспішно балотувався до парламенту. Туди йому вдалося потрапити лише в 1978 році. З 1987 року став віце-президентом.
Коли в 1990 році націоналісти на чолі з Джимом Болджером перемогли на виборах, МакКіннон став заступником прем'єр-міністра і одночасно главою новозеландської дипломатії. Він був ефективним посередником, коли брав участь у вирішенні конфлікту в Бугенвіль. Після виборів 1996 р. потрібно було підтримувати коаліцію з Першою партією Нової Зеландії, і Маккіннон повинен був дати своєму лідеру посаду віце-прем'єр-міністра, зберігши міністерський портфель. Після розпаду коаліції він вирішив залишити Міністерство закордонних справ і отримав досить символічну функцію як міністра ветеранів. Незабаром після виборів 1999 року він пішов у відставку з депутатським мандатом, оскільки був обраний Генеральним секретарем Співдружності Націй. У 2003 році був переобраний.